# Бедрово
Бедрово е закрито село в Южна България. То се намира в община Черноочене, област Кърджали, на 18 km северно от Кърджали.

## География
Село Бедрово се намира в района на Източните Родопи.

## История
Селото е закрито на 31 юли 2015 г. с решение на Министерския съвет.